# 大橋 (臺南市)

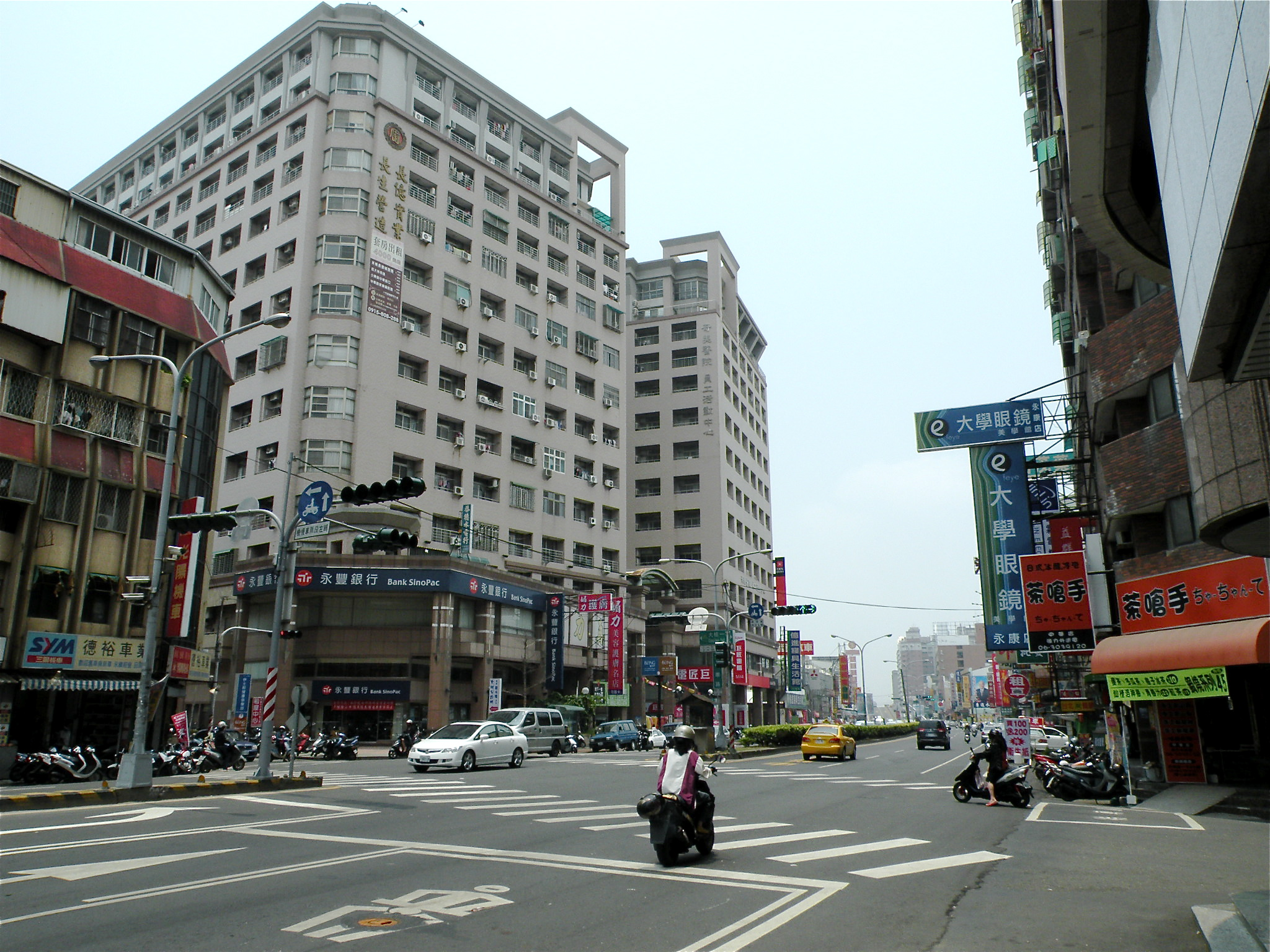
大橋街景。攝於臺南市永康區的大橋一街、中華路交叉口。

大橋（臺羅：Tuā-kiô），為臺南市永康區裡的一個地名。此名可溯自17世紀荷治時期興建之磚橋，但不久後即遭洪水沖毀。今日橋毀雖踰300餘年，但仍作為地名而延續至今。

## 地理
大橋長期以來是位於臺灣府城郊外的小聚落，清初因水陸之便而繁榮但為期不長。直到1980年代開闢二等一號道路（今中華路、中華東路）後人口快速增加，今已成為臺南都會區之一部份。

### 行政區
1982年由埔園村分出大橋村，1993年因永康改制為縣轄市，成為大橋里。後因人口增加快速，1994年再析出安康里、西橋里與東橋里。大橋一般即指此4里，人口21,288人。
（下表為2012年12月資料）
| 里   | 鄰數 | 戶數 | 男   | 女   | 總計 |
| ---- | ---- | ---- | ---- | ---- | ---- |
| 大橋 | 30   | 2340 | 3305 | 3522 | 6827 |
| 安康 | 26   | 2239 | 2617 | 2970 | 5587 |
| 西橋 | 25   | 1324 | 1751 | 1998 | 3749 |
| 東橋 | 27   | 1933 | 2580 | 2545 | 5125 |

全境隸屬臺南市永康區。

## 地標
- 國立臺南高級工業職業學校

創立於1941年。
- 陸軍砲兵訓練指揮部

原位於南京；戰後國民政府接收日本時代軍事基地後，1952年復校。
- 大橋車站
- 奇美醫院
- 南台科技大學
- 臺南市立圖書館總館

## 歷史

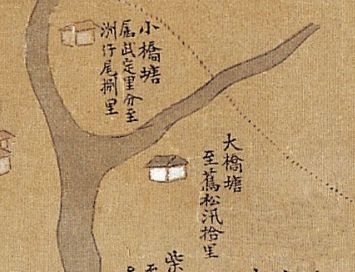
大、小橋塘《康熙臺灣輿圖》

大橋與鄰近之小橋，其名稱源自於荷據時期興建之磚橋。1644年3月荷蘭當局鑑於米、糖盛產，遂在赤崁（今臺南市區）至新港（今新市）之間興建約10公里的大道供牛車通行。同年8月第8任臺灣長官François Caron赴臺就任後，在路中途興建拱形磚橋兩座跨越小溪，便利商旅乘馬車、牛車通過。 

### 明清時期

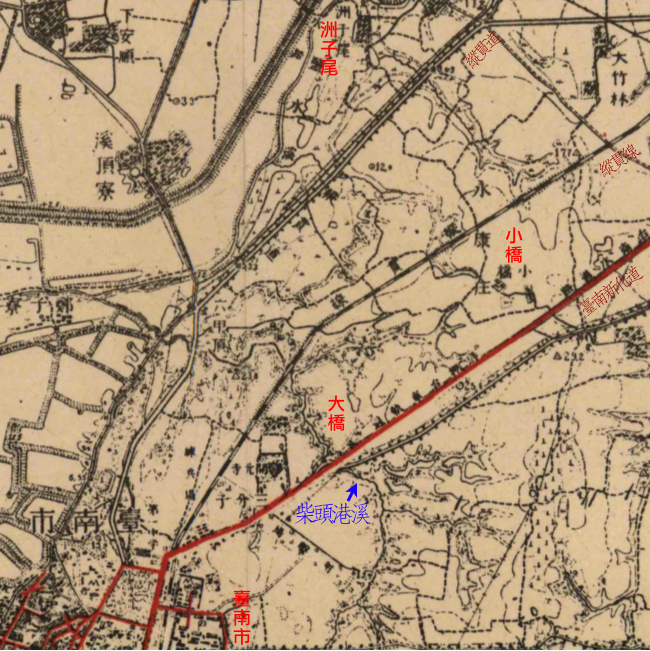
日治末期地圖；大小橋尚在市區之外

磚橋存在的時間並不長，清領初期或更早就毀於天災。而明鄭時期在橋旁形成的「庄」（聚落），就以大橋、小橋為名。關於大橋庄的位置。歷史學家石萬壽認為在柴頭港溪東岸，今台20線開元橋附近。
據《臺灣府志（高志）》記載，大橋「在永康里．洪水衝崩，只存舊跡」、《臺灣縣志》亦提及小橋「在永康里．洪水衝崩，舊址無存」。而大橋、小橋近海，有舟楫之便，故亦作大橋港、小橋港。
荷人修築的大路在清代成為官道，在大橋、小橋設汛塘派兵駐守。例如臺灣輿圖中畫出官道線及大橋、小橋等沿途聚落；當時工部尚書杜臻於其著作《粵閩巡視紀略》寫道：
自赤𡑒城北行，歷大橋、小橋二港皆經花園、烏鬼橋其港為下寮港一百二十里，至新港社。 
康熙末年，官道改經濱海、相距不遠的洲仔尾，使得大橋與小橋地位不再。清中葉後台江內海陸化，今日三地已距海岸線超過10公里，也讓大橋再次失去交通地位，庄勢衰敗，庄民漸外移。稍後的輿圖也幾乎不再標註大橋及小橋。

### 日治時期
日治初期，小橋尚存但淪為小庄。大橋則在此時遭劫，遂廢庄，也因此鮮少出現於地圖。明治36年（1903年）日本人進行土地調查時，僅有小橋庄而無大橋庄，稍後並將埔姜頭、小橋、石車、小埤蔴園、大埤蔴園、埔仔等六庄整併為埔姜頭庄。翌年出版的臺灣堡圖也僅有小橋而無大橋。
1920年行政區重劃，以柴頭港溪為界劃分臺南市及新豐郡，埔姜頭庄改名大字永康，屬新豐郡永康。唯20世紀初臺南市區仍高度集中鐵路以西，市區尚未向東擴張，故兩庄仍是孤懸城外的小村。
昭和11年（1936年）因為軍事需要，小橋附近土地遭徵收。此後居民悉數遷出、小橋聚落在地圖上消失。小橋舊址今日仍是軍事用地，1952年原位於南京之陸軍飛彈砲兵學校擇此地復校至今。

### 戰後

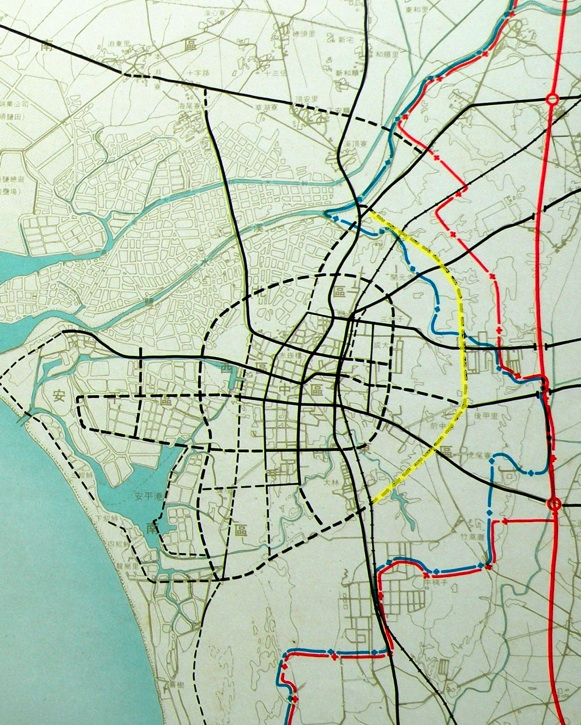
█二等一號道路示意圖；大橋位於路線北端

日治末期（1941年）曾公佈《臺南都市計畫區域及都市計畫變更》，其中計畫開闢二等一號道路（六甲頂～竹篙厝）作為臺南都會區外環道路，目的為分流縱貫道（台1線）車潮及擴大市區範圍。此路通過大橋與小橋之間的地區，並將大橋劃入外環道路內的範圍。但實際動工遲至1977年才開始，1980年代全線竣工。
1970年代，臺南市區已沿台20線（日治時期臺南新化道），越過市界至大橋一帶。1982年3月埔園村人口達7,391，遂以高速公路為界，以東靠近臺南市的部分成立大橋村，同年4月人口3,028，此亦為大橋首次成為行政區名，範圍包括昔日小橋。
二等一號道路完工後命名中華路。1994年省道調整時，將原有經過市區的台1線，改道中華路─中華東路。交通便捷後的大橋人口增加迅速。1993年永康鄉改制縣轄市，大橋村亦改為大橋里。1994年4月大橋里人口16,174，為永康市第一大里，遂再切出安康里、西橋里與東橋里。然而大橋的重心已移至中華路上，例如昔日的大橋聚落位於西橋里境內、小橋則在東橋里。
由於人口集中、交通優勢及鄰近許多重要設施，臺鐵在進行捷運化評估時，認為大橋為12處新站選址中條件最佳者；新設立的大橋車站距臺南2.8公里，於2001年6月5日舉行開工典禮、翌年10月4日啟用，為台鐵捷運化的開端。

## 現況
大橋人口稠密，產生數個里人口多於同縣左鎮或龍崎鄉的奇特現象，當時的永康市公所曾研議第三次分里。大橋、小橋全境隸臺南市永康區。
大橋的發展集中在台1線（中華路）附近，當地街道亦有以大橋為名者，另小學、派出所及火車站亦座落於此；反而荷蘭磚橋舊址——縣市交界的柴頭港溪卻不會有人以大橋稱之。而昔日小橋（砲兵學校處、今屬東橋里）大部份仍為空地。目前縣府在當地有「永康創意設計園區」計畫，第一期規畫住宅區及學校計50公頃，已重劃完成，民間慣稱「大橋重劃區」。第二期計畫則預定將砲兵學校遷移關廟鄉，100公頃土地中規畫15公頃的公園用地及2.49公頃的永康市行政中心。

## 圖片

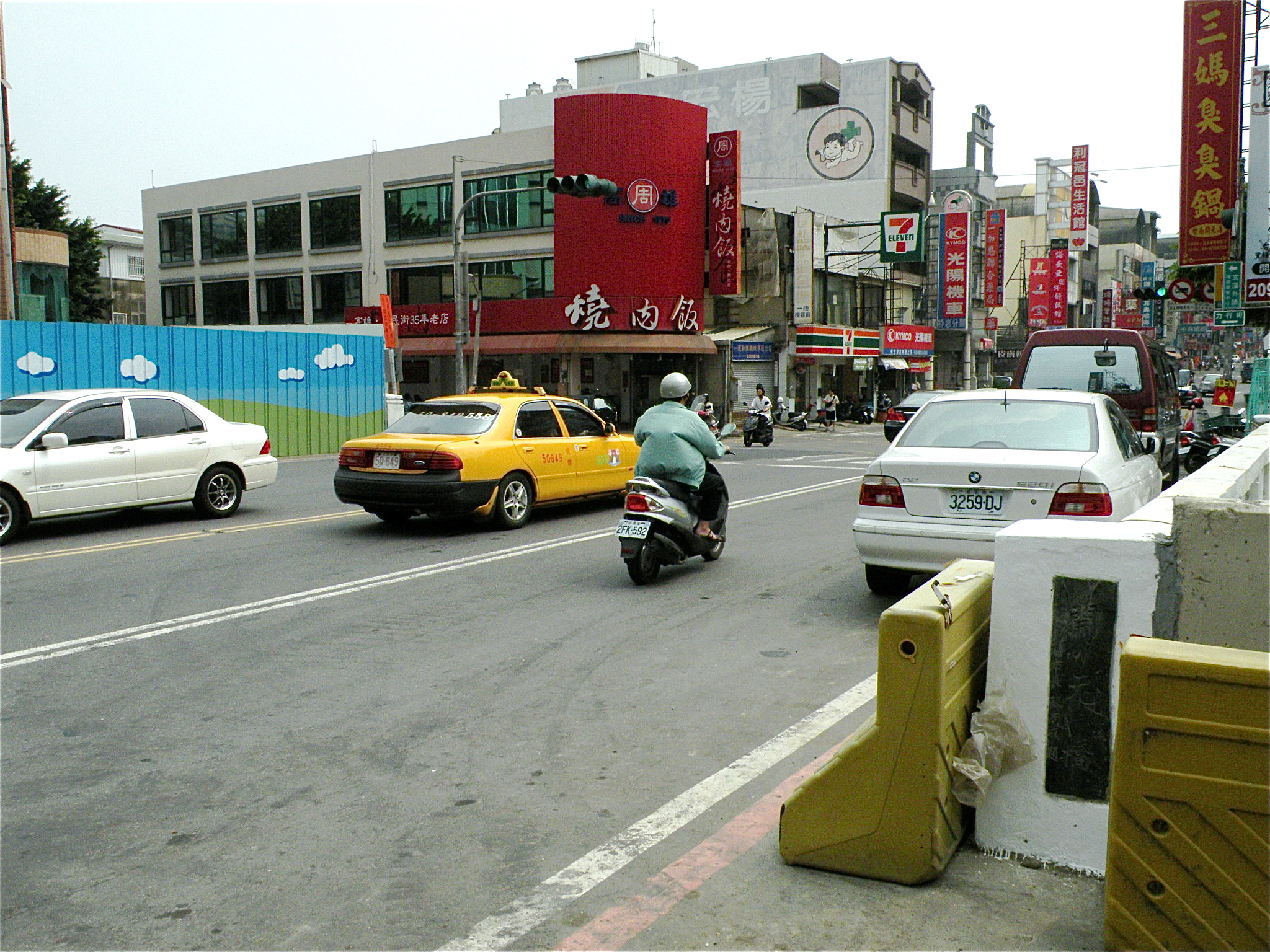
永康區與北區交界的開元橋最接近昔日大橋
車站位於陸橋下
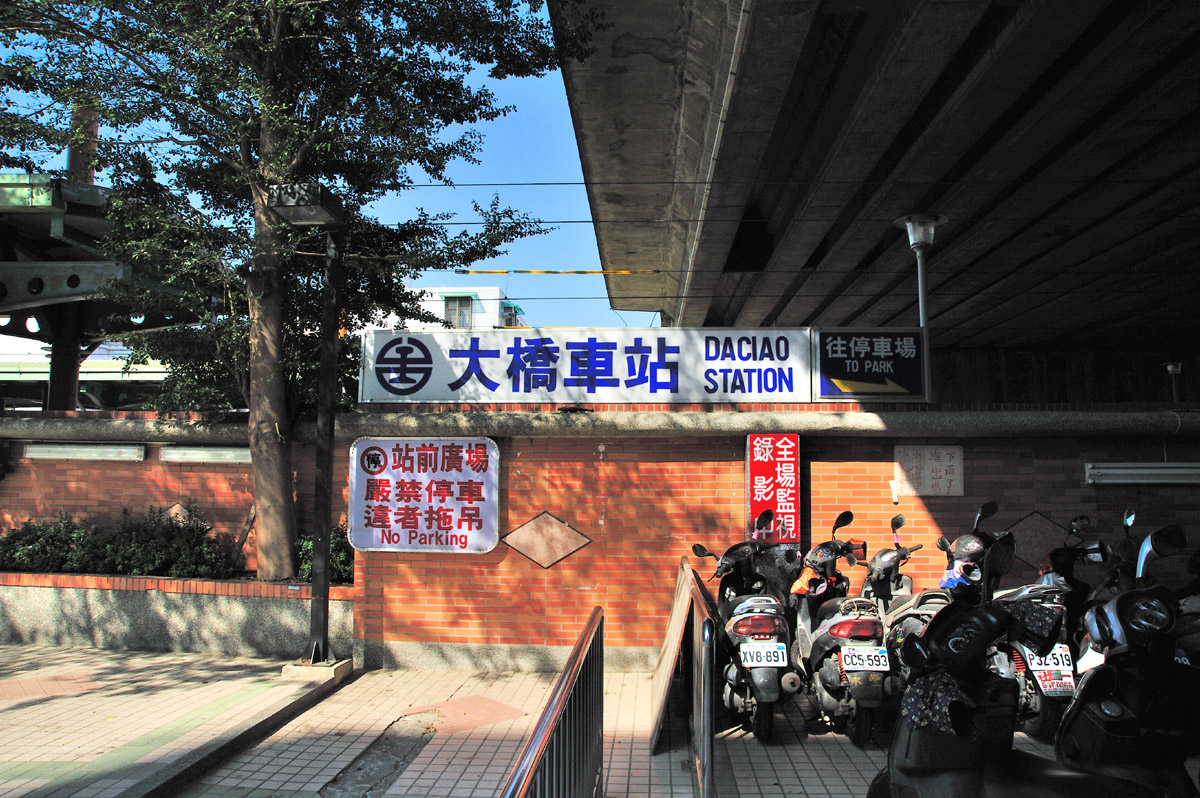
車站位於陸橋下

## 外部連結
- 大橋的故事